# مقره اوپنهایمر

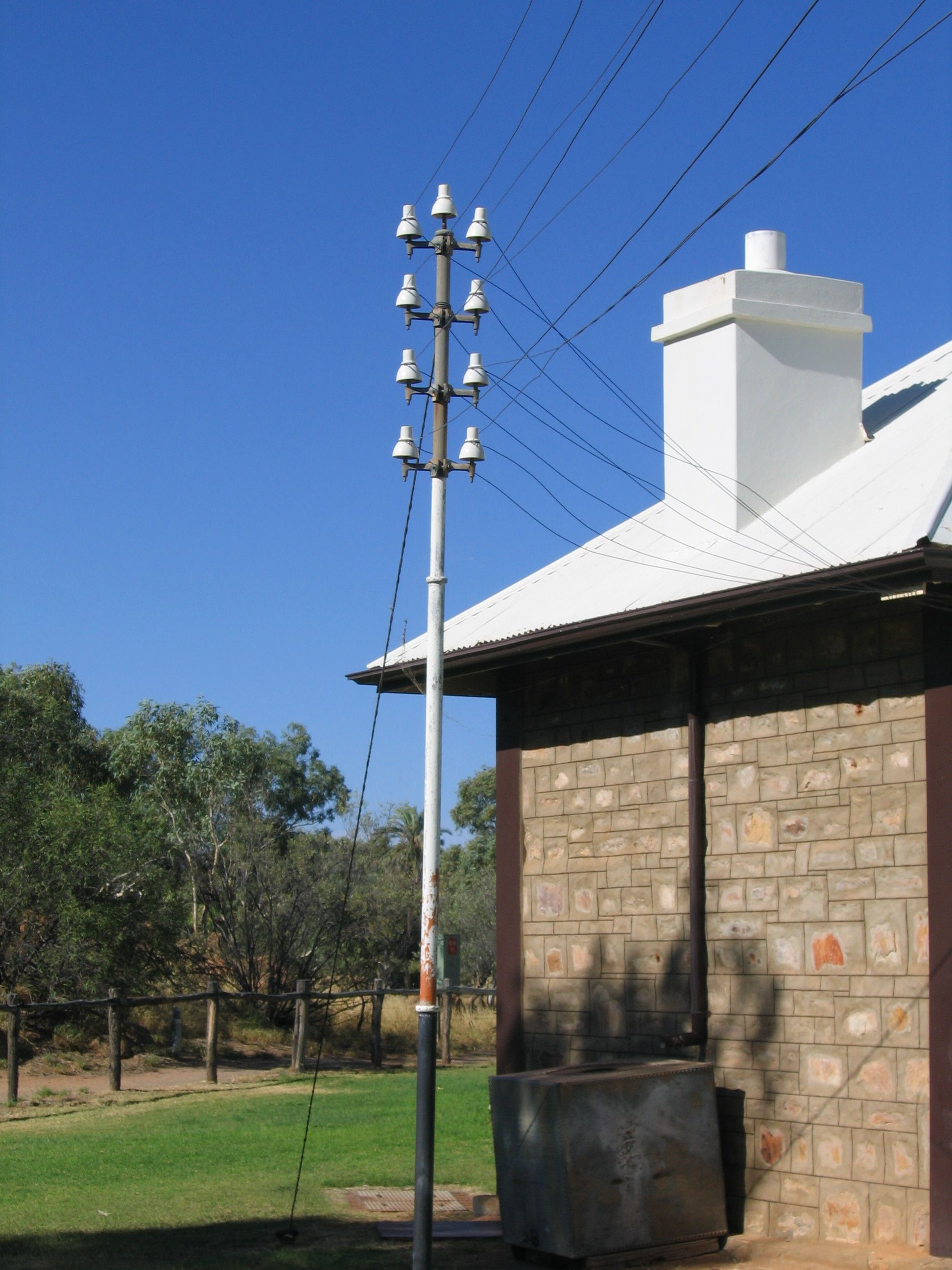
یک خط تلگراف با مقره اوپنهایمر

مقره اوپنهایمر (انگلیسی: Oppenheimer pole) مقره‌های خطوط آهنی گالوانیزه تلگراف هستند. آنها از سه بخش بیضی شکل تشکیل شده‌اند که برای اتصال به شبکه به سبک تلسکوپ به یکدیگر فرومی‌روند. بخش‌های این مقره‌ها برای اتصال سیم مانند تلسکوپ به یکدیگر متصل می‌شوند.